# Lijst van AMD FX-microprocessoren

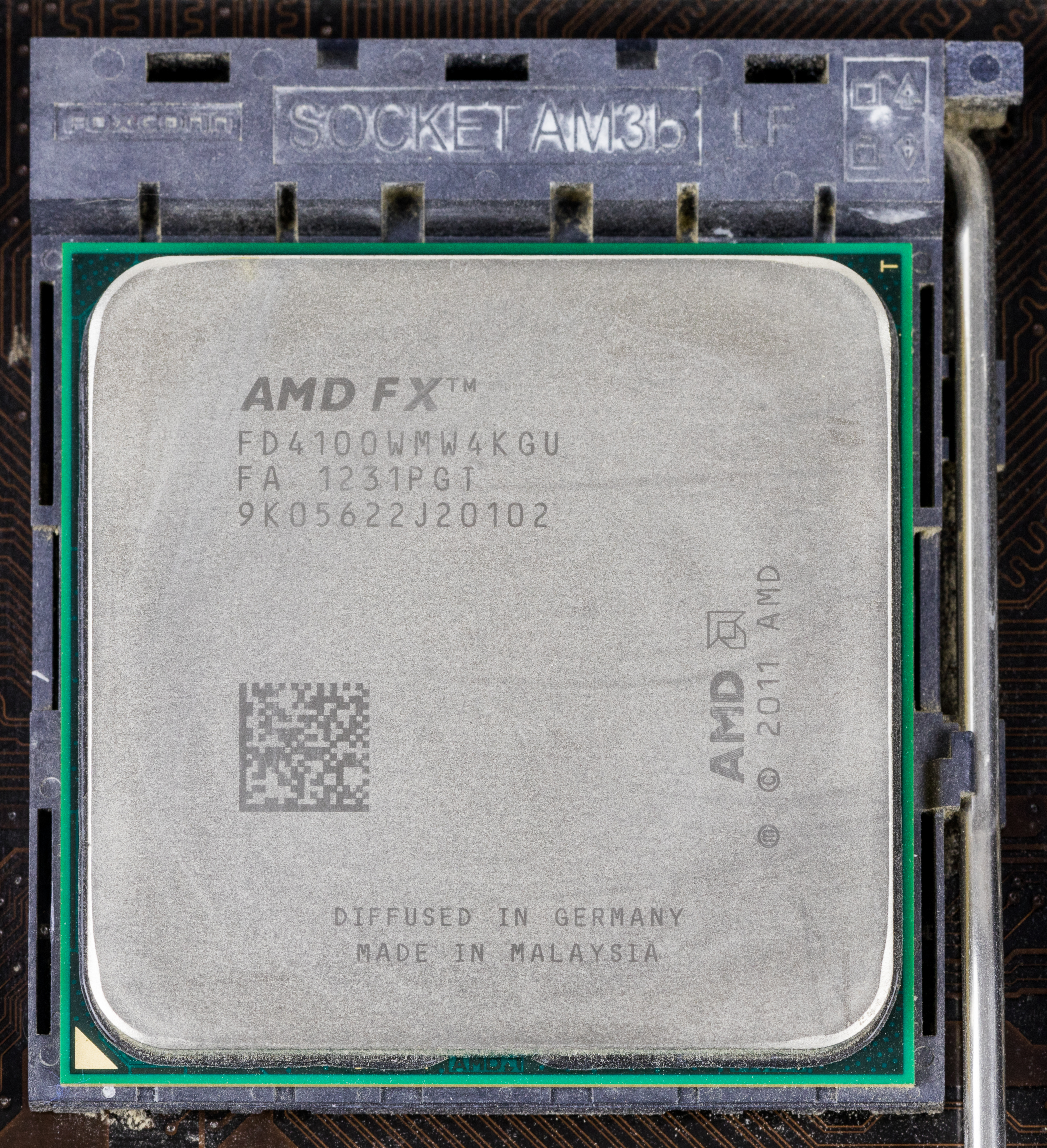
AMD FX-4100

AMD FX is een serie van high-end-AMD-microprocessoren voor personal computers. Hieronder volgt een lijst van AMD FX-microprocessoren.

## Desktopprocessoren

### Bulldozer-gebaseerd
Meer info: AMD Bulldozer

#### "Zambezi" (32 nmSOI)
- Alle modellen zijn gebinned van acht logische cores volgens simpele OROCHI die production, op een 938 pinnen µPGA package voor de AM3+ socket.
- Alle AMD FX-microprocessoren zijn unlocked en overclockbaar.
- Twee Integer-Clusters (gezien als logische cores vanuit het OS) in elke Bulldozer "Core".
- 4 Bulldozer cores bij de FX-8 series, 3 in de FX-6 series, en 2 voor de FX-4 series.
- Alle modellen ondersteunen: MMX(+), SSE1 - 2 - 3 - 3s - 4.1 - 4.2 - 4a, NX bit, AMD64, AMD-V, IOMMU,[1] AES, CLMUL, AVX, XOP, FMA4, CVT16, Turbo Core 2.0, ABM (Advanced Bit Manipulation), PowerNow!, ECC
- Alle modellen ondersteunen tot 4 DIMMs van DDR3 1866/2133 geheugen.
- Transistors: ~1,6 miljard
- Die grootte: 319 mm2

| Model Nummer           | Step.                  | Cores/ Modules         | Frequentie             | Frequentie             | Frequentie             | Cache                  | Cache                  | IMC Snelheid           | Multiplier             | Standaard CPU Vcore    | TDP                    | Release Datum          | Serienummer                 | Release prijs (USD)    |
| Model Nummer           | Step.                  | Cores/ Modules         | Basis                  | Full Load turbo        | Half Load turbo        | L2                     | L3                     | IMC Snelheid           | Multiplier             | Standaard CPU Vcore    | TDP                    | Release Datum          | Serienummer                 | Release prijs (USD)    |
| Vier Thread Processors | Vier Thread Processors | Vier Thread Processors | Vier Thread Processors | Vier Thread Processors | Vier Thread Processors | Vier Thread Processors | Vier Thread Processors | Vier Thread Processors | Vier Thread Processors | Vier Thread Processors | Vier Thread Processors | Vier Thread Processors | Vier Thread Processors      | Vier Thread Processors |
| ---------------------- | ---------------------- | ---------------------- | ---------------------- | ---------------------- | ---------------------- | ---------------------- | ---------------------- | ---------------------- | ---------------------- | ---------------------- | ---------------------- | ---------------------- | --------------------------- | ---------------------- |
| FX-4100                | B2                     | 4/2                    | 3,6 GHz                | 3,7 GHz                | 3,8 GHz                | 2 × 2 MB               | 8 MB                   | 2000 MHz               | 4–19×                  | 0,775–1,425 V          | 95 W                   | 12-10-2011             | FD4100WMW4KGU               | $110                   |
| FX-4120                | B2                     | 4/2                    | 3,9 GHz                | 4,0 GHz                | 4,1 GHz                | 2 × 2 MB               | 8 MB                   | 2000 MHz               | 4–20,5×                | 0,775–1,425 V          | 95 W                   | 2012                   | Geannuleerd                 | $122                   |
| FX-4130                | B2                     | 4/2                    | 3,8 GHz                | 3,9 GHz                | 4,0 GHz                | 2 × 2 MB               | 4 MB                   | 2000 MHz               | 4–20×                  | 0,775–1,425 V          | 125 W                  | 27-08-2012             | FD4130FRW4MGU               | $125                   |
| FX-4150                | B3                     | 4/2                    | 3,8 GHz                | 3,9 GHz                | 4,0 GHz                | 2 × 2 MB               | 8 MB                   | 2200 MHz               | 4–20×                  | 0,75–1,40 V            | 95 W 125W              | 2012                   | FD4150WMW4KGU FD4150FRW4MGU | $137                   |
| FX-4170                | B2                     | 4/2                    | 4,2 GHz                | 4,3 GHz                | 4,3 GHz                | 2 × 2 MB               | 8 MB                   | 2200 MHz               | 4–21,5×                | 0,75–1,40 V            | 125 W                  | 25-02-2012             | FD4170FRW4KGU               | $119                   |
| Zes Thread Processors  |                        |                        |                        |                        |                        |                        |                        |                        |                        |                        |                        |                        |                             |                        |
| FX-6100                | B2                     | 6/3                    | 3,3 GHz                | 3,6 GHz                | 3,9 GHz                | 3 × 2 MB               | 8 MB                   | 2000 MHz               | 4–19,5×                | 0,775–1,425 V          | 95 W                   | 12-10-2011             | FD6100WMW6KGU               | $114                   |
| FX-6120                | B2                     | 6/3                    | 3,6 GHz                | 3,9 GHz                | 4,2 GHz                | 3 × 2 MB               | 8 MB                   | 2000 MHz               | 4–21×                  | 0,775–1,425 V          | 95 W                   | 2012                   | FD6120WMW6KGU               | $155                   |
| FX-6130                | B2                     | 6/3                    | 3,6 GHz                | 3,8 GHz                | 3,9 GHz                | 3 × 2 MB               | 8 MB                   | 2000 MHz               | 4–19,5×                | 0,775–1,425 V          | 95 W                   | 2012                   | Geannuleerd                 | $157                   |
| FX-6200                | B2                     | 6/3                    | 3,8 GHz                | 4,0 GHz                | 4,1 GHz                | 3 × 2 MB               | 8 MB                   | 2200 MHz               | 4–20,5×                | 0,75–1,40 V            | 125 W                  | 25-02-2012             | FD6200FRW6KGU               | $150                   |
| Acht Thread Processors |                        |                        |                        |                        |                        |                        |                        |                        |                        |                        |                        |                        |                             |                        |
| FX-8100                | B2                     | 8/4                    | 2,8 GHz                | 3,1 GHz                | 3,7 GHz                | 4 × 2 MB               | 8 MB                   | 2000 MHz               | 4–18,5×                | 0,775–1,425 V          | 95 W                   | 30-10-2011             | FD8100WMW8KGU               | $185                   |
| FX-8120                | B2                     | 8/4                    | 3,1 GHz                | 3,4 GHz                | 4,0 GHz                | 4 × 2 MB               | 8 MB                   | 2000 MHz               | 4–20×                  | 0,775–1,425 V          | 125 W                  | 12-10-2011             | FD8120FRW8KGU               | $159                   |
| FX-8140                | B3                     | 8/4                    | 3,2 GHz                | 3,6 GHz                | 4,1 GHz                | 4 × 2 MB               | 8 MB                   | 2200 MHz               | 4–20,5×                | 0,775–1,425 V          | 95 W                   | 2012                   | Geannuleerd                 | $205                   |
| FX-8150                | B2                     | 8/4                    | 3,6 GHz                | 3,9 GHz                | 4,2 GHz                | 4 × 2 MB               | 8 MB                   | 2200 MHz               | 4–21×                  | 0,775–1,425 V          | 125 W                  | 12-10-2011             | FD8150FRW8KGU               | $179                   |
| FX-8170                | B3                     | 8/4                    | 3,9 GHz                | 4,2 GHz                | 4,5 GHz                | 4 × 2 MB               | 8 MB                   | 2200 MHz               | 4–22,5×                | 0,75–1,45 V            | 125 W                  | 2012                   | Geannuleerd                 | $275                   |

### Piledriver-based
Meer info: AMD Piledriver

#### "Vishera" (32 nmSOI)
- Alle modellen ondersteunen: MMX(+), SSE1 - 2 - 3 - 3s - 4.1 - 4.2 - 4a, NX bit, AMD64, AMD-V, IOMMU,[1] AES, CLMUL, AVX, AVX 1.1, XOP, FMA3, FMA4, CVT16, F16C, Turbo Core 3.0., BMI1 (Bit Manipulation Instructions1), ABM (Advanced Bit Manipulation), TBM (Trailing Bit Manipulation instructions), PowerNow!, EVP (Enhanced Virus Protection), ECC

| Model Nummer             | Step.                    | Cores/ Modules           | Frequentie               | Frequentie               | Frequentie               | Cache                    | Cache                    | IMC Snelheid             | Multiplier               | Standaard CPU Vcore      | TDP                      | Release Datum            | Serienummer                 | Release prijs (USD)      |
| Model Nummer             | Step.                    | Cores/ Modules           | Basis                    | Full Load turbo          | Half Load turbo          | L2                       | L3                       | IMC Snelheid             | Multiplier               | Standaard CPU Vcore      | TDP                      | Release Datum            | Serienummer                 | Release prijs (USD)      |
| Vier Core Processors 4/4 | Vier Core Processors 4/4 | Vier Core Processors 4/4 | Vier Core Processors 4/4 | Vier Core Processors 4/4 | Vier Core Processors 4/4 | Vier Core Processors 4/4 | Vier Core Processors 4/4 | Vier Core Processors 4/4 | Vier Core Processors 4/4 | Vier Core Processors 4/4 | Vier Core Processors 4/4 | Vier Core Processors 4/4 | Vier Core Processors 4/4    | Vier Core Processors 4/4 |
| ------------------------ | ------------------------ | ------------------------ | ------------------------ | ------------------------ | ------------------------ | ------------------------ | ------------------------ | ------------------------ | ------------------------ | ------------------------ | ------------------------ | ------------------------ | --------------------------- | ------------------------ |
| FX-4300                  | C0                       | 4/2                      | 3,8 GHz                  | 3,9 GHz                  | 4,0 GHz                  | 2 × 2 MB                 | 4 MB                     | 2000 MHz                 | 4–20×                    | 0,815–1,425 V            | 95 W                     | 23-10-2012               | FD4300WMW4MHK FD4300WMHKBOX | $122                     |
| FX-4320                  | C0                       | 4/2                      | 4,0 GHz                  | 4,1 GHz                  | 4,2 GHz                  | 2 × 2 MB                 | 4 MB                     | 2000 MHz                 | 4–21×                    | 0,815–1,450 V            | 95 W                     | Onbekend                 | FD4320WMW4MHK FD4320WMHKBOX |                          |
| FX-4350                  | C0                       | 4/2                      | 4,2 GHz                  |                          | 4,3 GHz                  | 2 × 2 MB                 | 8 MB                     | 2000 MHz                 | 4–21,5×                  | 0,815–1,450 V            | 125 W                    | 30-04-2013               | FD4350FRW4KHK FD4350FRHKBOX | $122                     |
| Zes Core Processors 6/6  |                          |                          |                          |                          |                          |                          |                          |                          |                          |                          |                          |                          |                             |                          |
| FX-6300                  | C0                       | 6/3                      | 3,5 GHz                  | 3,8 GHz                  | 4,1 GHz                  | 3 × 2 MB                 | 8 MB                     | 2000 MHz                 | 4–20,5×                  | 0,8–1,425 V              | 95 W                     | 23-10-2012               | FD6300WMW6KHK FD6300WMHKBOX | $132                     |
| FX-6350                  | C0                       | 6/3                      | 3,9 GHz                  |                          | 4,2 GHz                  | 3 × 2 MB                 | 8 MB                     | 2000 MHz                 | 4–21×                    | 0,8–1,450 V              | 125 W                    | 30-04-2013               | FD6350FRW6KHK FD6350FRHKBOX | $132                     |
| Acht Core Processors 8/8 |                          |                          |                          |                          |                          |                          |                          |                          |                          |                          |                          |                          |                             |                          |
| FX-8300                  | C0                       | 8/4                      | 3,3 GHz                  | 3,5 GHz                  | 3,9 GHz                  | 4 × 2 MB                 | 8 MB                     | 2200 MHz                 | 4–19,5×                  | 0,825–1,425 V            | 95 W                     | 2012-12-29               | FD8300WMW8KHK FD8300WMHKBOX | $109                     |
| FX-8320                  | C0                       | 8/4                      | 3,5 GHz                  | 3,8 GHz                  | 4,0 GHz                  | 4 × 2 MB                 | 8 MB                     | 2200 MHz                 | 4–20×                    | 0,800–1,425 V            | 125 W                    | 23-10-2012               | FD8320FRW8KHK FD8320FRHKBOX | $169                     |
| FX-8350                  | C0                       | 8/4                      | 4,0 GHz                  | 4,1 GHz                  | 4,2 GHz                  | 4 × 2 MB                 | 8 MB                     | 2200 MHz                 | 4–21×                    | 0,815–1,450 V            | 125 W                    | 23-10-2012               | FD8350FRW8KHK FD8350FRHKBOX | $195                     |
| FX-9370                  | C0                       | 8/4                      | 4,4 GHz                  | 4,5 GHz                  | 4,7 GHz                  | 4 × 2 MB                 | 8 MB                     | 2400 MHz                 | 4–23,5×                  | tot 1,912 V              | 220 W                    | 06-07-2013               | FD9370FHHKWOF FD9370FHHKWOX | $350                     |
| FX-9590                  | C0                       | 8/4                      | 4,7 GHz                  | 4,8 GHz                  | 5,0 GHz                  | 4 × 2 MB                 | 8 MB                     | 2400 MHz                 | 4-25×                    | tot 1,912 V              | 220 W                    | 06-07-2013               | FD9590FHHKWOF FD9590FHHKWOX | $399                     |

## Notities
1. 1 2  De clock multiplier wordt toegepast op de 200 MHz HyperTransport basis clock.
2. 1 2  Alle modellen ondersteunen AMD Turbo Core, v2.0 voor BULLDOZER and v3.0 voor PILEDRIVER.
3. 1 2  Verkocht met een liquid cooling kit.